# Sekou Cissé
Sekou Cissé (Dabou, Costa de Marfil, 23 de mayo de 1985) es un futbolista marfileño, que se desempeña como delantero y que actualmente milita en el Anorthosis Famagusta de la CYTA Championship de Chipre.

## Selección nacional
Ha sido internacional con la Selección de fútbol de Costa de Marfil; donde ha jugado 12 partidos internacionales y ha anotado 4 goles por dicho seleccionado. Incluso participó con su selección en el Torneo masculino de fútbol en los Juegos Olímpicos de Pekín 2008, donde la selección de Costa de Marfil quedó eliminada en los cuartos de final.

## Clubes
| Club                 | País         | Año             |
| -------------------- | ------------ | --------------- |
| Roda JC              | Países Bajos | 2004-2009       |
| Feyenoord            | Países Bajos | 2009-2014       |
| Genk                 | Bélgica      | 2014-2015       |
| Sochaux              | Francia      | 2015-2016       |
| Gazélec Ajaccio      | Francia      | 2016-2017       |
| Anorthosis Famagusta | Chipre       | 2017-Actualidad |